# Erik Løchen
Erik Formo Løchen (22 mai 1924 à Oslo (Norvège) - 11 janvier 1983 à Oslo (Norvège)) est un musicien de jazz, un écrivain et un réalisateur norvégien connu pour son expression moderne et expérimentale. Il est un mythe de la cinéphilie norvégienne grâce à ces deux longs-métrages inventifs et infusés de Nouveau Roman.

## Biographie
Il passa son examen artium en 1942 et fut envoyé à Grini pour cause de résistance. Après la Seconde Guerre mondiale, il travailla comme bassiste dans le groupe de jazz de Stein Lorentzen (no) et Rowland Greenberg (no), et tint une conférence de jazz pour la radio NRK.
Løchen est surtout connu pour ses près de trente courts-métrages et ses deux longs-métrages. Il créa ABC-Film (no) en 1950 et était chef artistique chez Norsk Film (no) de 1981 jusqu’à sa mort en 1983.
Løchen était influencé par Brecht, Camus, le théâtre de l'absurde, Aksel Sandemose et le jazz, et inspira Unni Straume (no) pour son film Til en ukjent (no) en 1991. 
Il est le frère du sociologue Yngvar Løchen (no) et est le grand-père maternel du réalisateur Joachim Trier.

## Filmographie

### Courts-métrages
- 1946 : Englandsfarere (no) : Acteur dans le rôle de Eivind ;
- 1950 : Borgere av i morgen : Premier court-métrage ;
- 1956 : Hver kveld kl. 20 : partie de Oslofilm (no) ;
- 1956 : Kolonihaver i Oslo : partie de Oslofilm (no) ;
- 1962 : Distriktsutbygging : Court-métrage ;
- 1966 : Kunst på arbeidsplassen (no) : Court-métrage ;
- 1973 : Knut Formos siste jakt (no) : Scénariste ;
- 1980 : Fabel (film) (no) : Scénariste ;
- 1976 : Søring nordover : Court-métrage ;
- 1977 : Barstadvikingane : Court-métrage.

### Longs-métrages
- 1959 : La Chasse (Jakten) en tant que réalisateur et scénariste, sélection officielle en compétition au Festival de Cannes 1960 ;
- 1972 : Objection (Motforestilling) en tant que réalisateur et scénariste.

## Littérature
- Gunnar Iversen (no), Framtidsdrøm og filmlek (1992). Thèse pour l’Université de Stockholm.